# Thanh-Liêm Lê
Pour les articles homonymes, voir Lê.
Thanh-Liêm Lê, né le 20 avril 1998, est un karatéka français.

## Carrière
Thanh-Liêm Lê est médaillé d'argent en kumite par équipes aux championnats d'Europe 2023 à Guadalajara,.
Il remporte la médaille de bronze en kumite par équipes lors des Championnats du monde de karaté 2023 à Budapest.
Aux championnats d'Europe 2024 à Zadar, il est médaillé de bronze en kumite par équipes.